# Assolo (album)
Assolo è il secondo album dal vivo di Claudio Baglioni, pubblicato nel 1986 da CBS Italiana.
Registrato a luglio 1986 nei concerti allo stadio di Milano davanti a 110000 spettatori e allo stadio di Genova, vede l'artista esibirsi in solitaria suonando pianoforte, tastiera, chitarra acustica ed elettrica, percussioni, sequencer collegati tramite l'uso del MIDI.

Baglioni in concerto

L'album è un one-man-band-show che raccoglie una selezione di brani del passato rivisitati, insieme all'inedito Il sogno è sempre registrato in diretta con il pianoforte in mezzo allo stadio alla fine dell’ultimo concerto, in assenza di pubblico.
Il triplo disco è arricchito di un booklet con le foto scattate durante la tappa all'Arena di Verona, ha venduto più di un milione di copie.

## Genesi
A detta dello stesso Baglioni, Assolo nacque come un'autoanalisi allo specchio.
Dopo una serie di successi pop folgoranti, l'artista si interrogava sulla legittimità di tali successi.
Prende allora una vecchia chitarra da una casa affittata in montagna e comincia a ripararla a suo modo, la customizza come in fondo facevano i bluesmen, e si mette a suonare tutte le canzoni nude e crude.
Quindi gli viene in mente di fare un disco suonato, tutto da solo, manipolando le esecuzioni per dimostrare che quello che fa è a grandi livelli e non solo roba usa e getta. Ma suonare tutto da solo con una chitarretta acustica non è rifare interi arrangiamenti di dischi: quindi chiede aiuto a Pasquale Minieri, oramai votato all’elettronica, che gli propone di suonare tutto da solo utilizzando il giovanissimo linguaggio MIDI. In pratica Claudio diventa una cavia eccellente per un progetto ambizioso al limite della megalomania.
Il MIDI viene usato in maniera effettivamente innovativa: laddove Howard Jones, il primo a fare un midi live in assoluto, usava dati preregistrati, Claudio è invece il primo al mondo a suonare tutto in diretta, splittando suoni anche su ciascuna corda della chitarra (midizzata), producendo dalle basi ritmiche ai sintetizzatori tutto in un solo momento col solo gioco up and down delle dita. Coperto di pad, riesce anche a fare delle batterie usando tipo i gomiti e il petto. Ovviamente suona anche tutti i sintetizzatori, anche essi vivisezionati.
Il palco fu progettato in modo che ci fossero tre postazioni base; una per le chitarre, la seconda con un pianoforte acustico, la terza riservata ad una pianola digitale che fungeva da master keyboard che gestiva sedici tastiere diverse. Ad ogni brano infatti i timbri delle tastiere cambiavano, seguendo il concetto di una partitura allargata ma gestita tutta da un solo musicista, con la possibilità di splittare tastiere e chitarre in modo che il risultato dell'ascolto fosse quello di sentire un'intera orchestra con sonorità analogiche e digitali.
Dopo il primo concerto sperimentale allo stadio di Lecce, nel maggio 1986, partì un lungo tour, in cui le date si addizionavano man mano e si aggiungevano contenuti nuovi, come in una sorta di lavoro working progress live, in continua evoluzione. Il lavoro è stato realizzato grazie ad un fidato gruppo di lavoratori tra cui Pasquale Minieri e Walter Savelli.

Baglioni in concerto nel 1986

Assolo divenne un album campione non solo di vendite.

## Tracce

Baglioni alla fine di un concerto del tour Assolo

Nella versione originale in vinile, il disco è suddiviso in tre LP, corrispondenti rispettivamente alla Parte Prima, Parte Seconda e Bis. Quest’ultimo include gli ultimi sei brani più il settimo inedito Il sogno è sempre. Nelle successive edizioni in compact disc, invece, il contenuto è distribuito su due CD, con il Bis integrato nel secondo disco insieme alla Parte Seconda.

### Parte prima
Lato 1
1. Introduzione
2. Strada facendo
3. Fotografie
4. Medley all'organo: Ninna nanna nanna ninna - Gagarin - Via
5. Ragazze dell'est

Lato 2
1. Uomini persi
2. Medley al piano elettrico: Notte di Natale - Giorni di neve - Ragazza di campagna - Un po' di più - Chissà se mi pensi - Puoi?
3. Amori in corso
4. Poster

### Parte seconda
Lato 3
1. Quanto ti voglio
2. E adesso la pubblicità
3. Medley alla chitarra acustica: Un nuovo giorno o un giorno nuovo - Notti - Doremifasol - Il mattino si è svegliato - Quanta strada da fare - A modo mio - Ed apri quella porta - W l'Inghilterra - Una faccia pulita - Porta Portese - Mia libertà - Isolina - Signora Lia
4. Avrai

Lato 4
1. Medley alla chitarra elettrica: Ancora la pioggia cadrà - Quante volte - Io me ne andrei - Ora che ho te
2. Amore bello
3. Medley al pianoforte: Con tutto l'amore che posso - Sabato pomeriggio - E tu come stai? - Solo
4. E tu

### Bis
Lato 5
1. Notte di note, note di notte
2. I vecchi
3. Questo piccolo grande amore

Lato 6
1. Tutto il calcio minuto per minuto
2. La vita è adesso
3. Finale
4. Il sogno è sempre (inedito)

## Formazione
- Suonato, cantato e prodotto da Claudio Baglioni.
- Registrato e missato da Pasquale Minieri, trasferito su disco da Marcello Spiridioni.
- Fotografato da Guido Harari.
- Le registrazioni sono state effettuate durante il tour Assolo. Nelle date di Milano, Stadio Giuseppe Meazza e Genova, Stadio Luigi Ferraris.
- Assolo nasce da un'idea di Paola Massari, Pasquale Minieri e Claudio Baglioni.

## Classifiche

### Classifiche settimanali
| Classifica (1987) | Posizione massima |
| ----------------- | ----------------- |
| Italia            | 4                 |

### Classifiche di fine anno
| Classifica (1987) | Posizione |
| ----------------- | --------- |
| Italia            | 30        |